# Global Champions Tour 2017

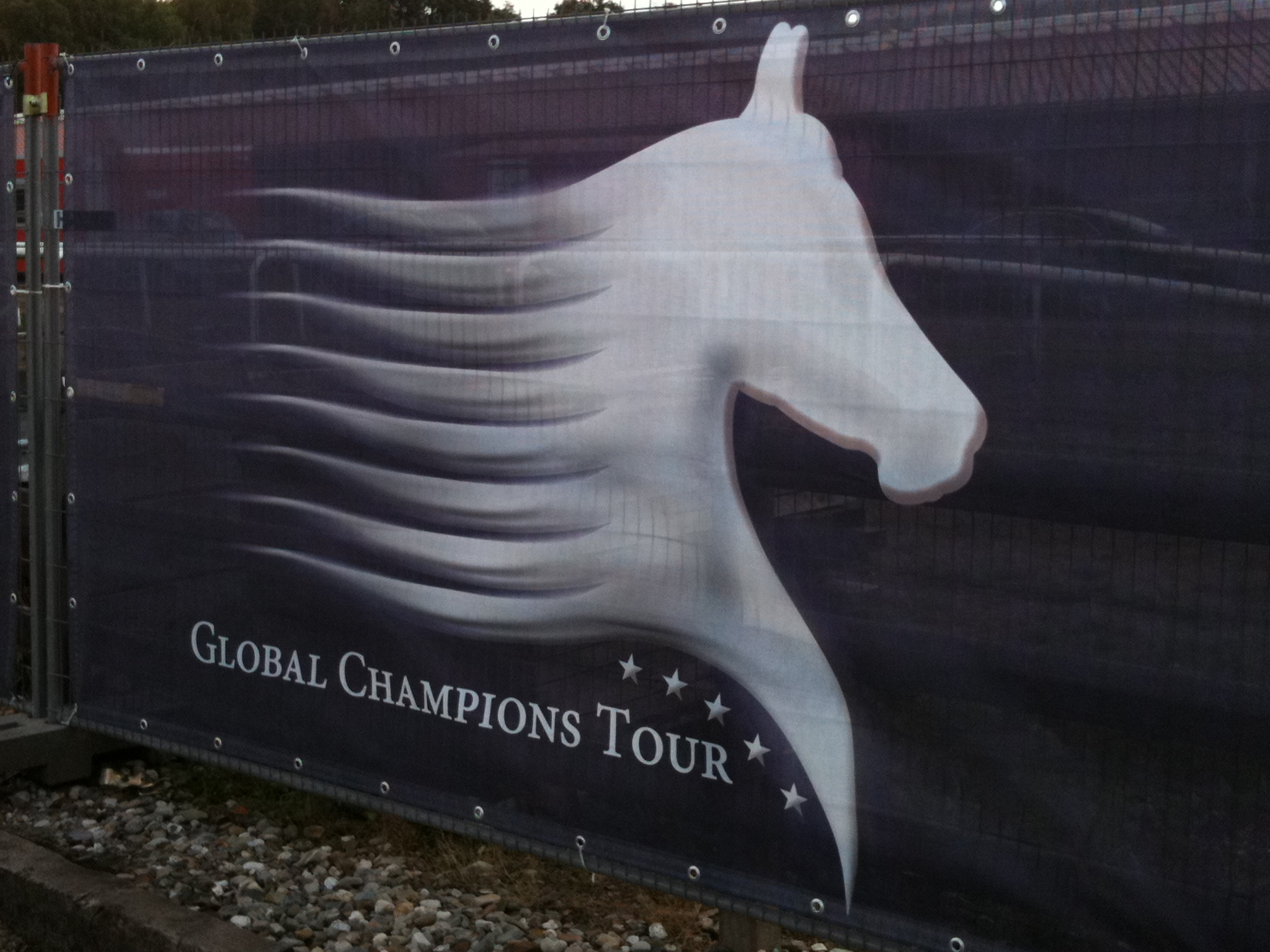
Logo der Global Champions Tour

Die Global Champions Tour 2017 war die zwölfte Saison der Global Champions Tour, einer internationalen Turnierserie. Sie gilt als eine der wichtigsten Serien im Springreiten. Zum zweiten Mal wurde parallel zur Global Champions Tour eine weitere Prüfungserie, der Mannschaftswettbewerb Global Champions League 2017, ausgetragen. Beide Serien waren im Jahr 2017 von der FEI anerkannte Turnierserien.
Namenssponsor und Zeitmesser der Global Champions Tour (GCT) war auch im Jahr 2017 Longines, somit trug diese den Namen Longines Global Champions Tour 2017.

## Ablauf der Turnierserien
Für die Saison 2017 kam es wieder einmal zur Aufnahme neuer Turnierstandorte: In Berlin wurde erstmals seit 2003 wieder ein international ausgeschriebenes Reitturnier durchgeführt und London kehrte nach einem Jahr Pause wieder in den Kalender der Global Champions Tour zurück. Da die Anzahl von 15 Etappen beibehalten wurde, tauchen im Gegenzug zwei Etappen nicht mehr im GCT/GCL-Kalender auf: In Wien gelang es den Veranstaltern nicht, einen Austragungsort im direkten Zentrum zu finden. Das Turnier Jumping Antwerpen, welches 2014 um eine Wertungsprüfung der GCT ergänzt wurde, fand 2017 als CSI 5*-Turnier außerhalb der Turnierserien statt.
Alle Turniere waren als CSI 5*, der höchsten Kategorie im Springreiten, ausgeschrieben.

### Global Champions League
Bei der Global Champions League handelt es sich um eine Prüfungsserie für Mannschaften, bei der jeweils zwei Reiter einer Mannschaft (die üblicherweise fünf Reiter umfasst) als ein Team antreten. Die Mannschaften sind (mit Ausnahme eines katarischen Teams) unabhängig von ihren Nationalitäten zusammengestellt, die Nationalitäten treten in den Hintergrund und werden auch in den Ergebnislisten nicht mit aufgeführt.
In der Saison 2017 wurden die Wertungsprüfungen der Global Champions League (GCL) jeweils vor der Prüfung der Global Champions Tour ausgetragen. Jede GCL-Etappe bestand aus zwei Prüfungen: Bei der ersten Teilprüfung am Donnerstag oder Freitag handelte es sich um eine Springprüfung mit Stechen mit einer Höhe bis zu 1,55 Meter, hiervon ging nur der Normalumlauf in die Teamwertung ein.
Die zweite Teilprüfung fand jeweils am Samstag vor der Global Champions Tour-Prüfung statt und ersetzte den früheren ersten Umlauf dieser Prüfung. Somit handelte es sich hierbei um eine Springprüfung nach Fehlern und Zeit (ein Umlauf), Hindernishöhe bis 1,60 Meter. Die Startreihenfolge der Mannschaften richtete sich nach deren Ergebnis in der ersten Teilprüfung. Das Teamergebnis ergab sich aus der Addition der Strafpunkte der jeweils zwei Teamreiter beider Teilprüfungen, in Falle eines Strafpunktgleichstands entschied die Addition der Zeiten des zweiten Umlaufs. Zusätzlich zum Preisgeld beider Prüfungen war jede GCL-Etappe mit 200.000 Euro dotiert.
In der Saison 2017 traten 18 Mannschaften in der GCL an, das Reglement beschränkt die Anzahl der Team auf maximal 20. Die Teams umfassten folgende Reiter:
- Berlin Lions:  Max Kühner,  Aleš Opatrný,  Gerco Schröder,  Cindy van der Straten-Marie,  Anna Kellnerová
- Cannes Stars:  Ludger Beerbaum,  Marco Kutscher,  Jane Richard Philips,  Christian Kukuk,  Guido Klatte jun.
- Cascais Charms:   David Will,  Andreas Kreuzer,  Carlos Enrique Lopez Lizarazo,  Nicola Pohl,  Philip Houston
- Chantilly Pegasus:  Nicola Philippaerts,  Sergio Alvarez Moya,  Lauren Hough,  Lucy Davis,  Martin Fuchs
- Doha Fursan Qatar:  Ali bin Chalid Al Thani,  Bassem Hassan Mohammed,  Faleh Suwead Al Ajami,  Khalid Mohammed Al Emadi,  Hamad Ali Mohamed Al Attiyah
- Hamburg Diamonds:  Harrie Smolders,  Eric Lamaze,  John Whitaker,  Audrey Coulter,  Jos Verlooy
- London Knights:  Kent Farrington,  Ben Maher,  Eduardo Menezes,  Enrique González,  Emily Moffitt
- Madrid in Motion:  Maikel van der Vleuten,  Leopold van Asten,  Eric van der Vleuten,  Marta Ortega Pérez,  Gonzalo Añón Suarez
- Mexico Amigos:  Christian Ahlmann,  Henrik von Eckermann,  Geir Gulliksen,  Yuri Mansur Guerios,  Evelina Tovek
- Miami Glory:  Scott Brash,  Cian O’Connor,  Georgina Bloomberg,  Kimberly Prince,  Paris Sellon
- Monaco Aces:  Daniel Bluman,  Pieter Devos,  Pilar Lucrecia Cordon,  Danielle Goldstein,  Teddy Vlock
- Moscow Bears:  Kamal Bahamdan,  Ramzy al-Duhami,  Michael Kearins,  Mathilda Karlsson,  Kevin Jochems
- Paris Panthers:  Darragh Kenny,  Nayel Nassar,  Jack Towell,  Jennifer Gates,  Lillie Keenan
- Rome Gladiators:  Laura Kraut,  Marlon Módolo Zanotelli,  Lorenzo de Luca,  Abdel Said,  Emma Heise
- Shanghai Swans:  Daniel Deußer,  Roger-Yves Bost,  Jessica Springsteen,  Janne Friederike Meyer-Zimmermann,  Alexandra Thornton
- St Tropez Pirates:  Simon Delestre,  Jérôme Guery,  Julien Epaillard,  Athina Onassis,  Laura Klaphake
- Valkenswaard United:  Bertram Allen,  Marcus Ehning,  Alberto Zorzi,  Janika Sprunger,  Sanne Thijssen
- Vienna Eagles:  Gregory Wathelet,  Niels Bruynseels,  José Alfredo Hernández Ortega,  Emanuel Andrade,  Kerry Mc Cahill

### Global Champions Tour
Jeweils im Anschluss an die zweite Prüfung der Global Champions League wurden am Samstagnachmittag oder -abend die Wertungsprüfungen der Global Champions Tour ausgetragen. Die Wertungsprüfungen bestanden nur noch aus einem Normalumlauf und einem Stechen, die Höhe der Hindernisse betrug bis zu 1,60 Meter.
Qualifiziert für die GCT-Wertungsprüfung waren jeweils die besten 25 Reiter der zuvor durchgeführten zweite Prüfung der Global Champions League. Die Dotation der Wertungsprüfung betrug jeweils mindestens 300.000 €.

## Medien
Ein weiteres Jahr war Eurosport Medienpartner der Global Champions Tour. Auf Eurosport 1 wurden die Prüfungen der GCT übertragen. Die Übertragungen erfolgten live oder zeitversetzt live. Die GCT und GCL-Wertungsprüfungen sowie viele weitere Prüfungen der GCT-Turniere wurden auf den Internetseiten der beiden Turnierserien per Livestream übertragen.

## Die Etappen

### 1. Etappe: Mexiko-Stadt
Am Wochenende nach dem Weltcupfinale in Omaha startete die GCT/GCL-Saison in Mexiko. Vom 6. bis 9. April 2017 wurde das höchstgelegenen Turnier dieser Turnierserien (ca. 2300 Meter über dem Meeresspiegel) auf dem Campo Marte, einem großen Rasenplatz, in Mexiko-Stadt ausgerichtet.
Global Champions League: Die Global-Champions-League-Wertung besteht in der Saison 2017 aus zwei Prüfungen mit jeweils einem Umlauf, ausgetragen an zwei unterschiedlichen Tagen. Bereits nach der ersten Teilprüfung deutete sich ein Zweikampf an: Das neu zusammengestellte Vorjahres-Siegerteam der GCL, Team Valkenswaard United, lag ohne Fehler in Führung, das neue Team St. Tropez Pirates folgte mit einem Zeitstrafpunkt dahinter. Alle übrigen Mannschaften hatten bereits acht oder mehr Strafpunkte erhalten.
In der zweiten Teilprüfung, die zugleich als Qualifikationsprüfung für die Global Champions Tour zählte, gingen die beiden führenden Teams ohne Veränderung der Reiter und Pferde an den Start. Alberto Zorzi leistete sich für Valkenswaard United einen Hindernisfehler, während St. Tropez Pirates mit einer Nullrunde von Simon Delestre zwischenzeitlich in Führung gehen konnte. Als vorletztem Reiter unterliefen Jérôme Guery acht Strafpunkte für die St. Tropez Pirates. Damit lag die Entscheidung um den Sieg bei Bertram Allen. Allen bekam mit seinem Schimmelhengst Hector van d'Abdijhoeve zwar vier Strafpunkte, doch dies genügte, um den Sieg für Valkenswaard United zu sichern.
|             | Team                | Reiter/Pferde                               | 1. Prüfung  | 2. Prüfung | 2. Prüfung  | Gesamt   | Gesamt | Wertungs- punkte |
| Strafpunkte | Team                | Reiter/Pferde                               | Strafpunkte | Zeit (s)   | Strafpunkte | Zeit (s) |        | Wertungs- punkte |
| ----------- | ------------------- | ------------------------------------------- | ----------- | ---------- | ----------- | -------- | ------ | ---------------- |
| 1           | Valkenswaard United | Alberto Zorzi mit Cornetto K                | 0           | 4          | 76,08       | 8        | 150,81 | 30               |
| 1           | Valkenswaard United | Bertram Allen mit Hector van d'Abdijhoeve   | 0           | 4          | 74,73       | 8        | 150,81 | 30               |
| 2           | St. Tropez Pirates  | Simon Delestre mit Hermes Ryan              | 0           | 0          | 73,92       | 9        | 153,13 | 27               |
| 2           | St. Tropez Pirates  | Jérôme Guery mit Grand Cru van de Rozenberg | 1           | 8          | 79,21       | 9        | 153,13 | 27               |

Global Champions Tour: In Mexiko-Stadt wurde erstmals eine Global Champions Tour-Etappe nach dem neuen Modus, bei dem nur noch die besten 25 Reiter einer Qualifikationsprüfung an der GCT-Wertungsprüfung teilnehmen durchgeführt. Die Startreihenfolge richtete sich hierbei ebenso nach dem Ergebnis der Qualifikationsprüfung (deren Sieger als letzter Starter).
Mehr als der Hälfte der 25 Starter (14 Reiter) kam auf ein Ergebnis von vier oder weniger Strafpunkten, Paris Sellon und Marco Kutscher verpassten den Stecheinzug aufgrund eines Zeitstrafpunkts. Der Stechparcours griff die Hindernisfolge des Normalumlaufs nochmals auf: Hindernisreihenfolge 4a – 5 – 6 – 7a – 7b – 9 – 10, als Schlusssprung war ein Oxer als neues Hindernis 16 aufgebaut worden. Durch den Wegfall des Hindernisses 8 musste das Hindernis 9 aus einer 270-Grad-Wendung um den Sprung herum angeritten werden, eine Wendung, die entscheidend für den Verlauf des Stechens sein würde.
Nachdem Bertram Allen und Daniel Deußer als erste Reiter im Stechen jeweils vier Strafpunkte bekamen, war es Deußers Stallkollege Lorenzo de Luca, der mit Armitages Boy eine langsame, aber fehlerfreie Runde zeigte und sich damit in Führung brachte. Niels Bruynseels war bereits deutlich schneller, leistete sich an der Wendung zu Hindernis 9 jedoch einen größeren Bogen. Maikel van der Vleuten versuchte diese Wendung mit Arera C deutlich enger zu nehmen, verlor jedoch damit an Fluss in seinem Ritt und kam somit rund eine halbe Sekunde hinter Bruynseels in das Ziel. Martin Fuchs, der bereits in der Qualifikationsprüfung mit einer schnellen Zeit auf den zweiten Platz gekommen war, war hier mit dem erst 10-jährigen Hengst Chaplin am Start. Ihm gelang es, den Stechparcours einschließlich der Wendung zu Hindernis 9 flüssig und fehlerfrei zu überwinden, was ihm die klar schnellste Zeit im Stechen und damit den Sieg einbrachte.
|             | Reiter                 | Pferd          | 1. Umlauf | 1. Umlauf   | Stechen  | Stechen | Wertungs- punkte |
| Strafpunkte | Reiter                 | Pferd          | Zeit (s)  | Strafpunkte | Zeit (s) |         | Wertungs- punkte |
| ----------- | ---------------------- | -------------- | --------- | ----------- | -------- | ------- | ---------------- |
| 1           | Martin Fuchs           | Chaplin        | 0         | -           | 0        | 37,07   | 40               |
| 2           | Niels Bruynseels       | Gancia de Muze | 0         | -           | 0        | 37,58   | 37               |
| 3           | Maikel van der Vleuten | Arera C        | 0         | -           | 4        | 38,37   | 35               |

(Plätze eins bis drei von insgesamt 25 Teilnehmern)

### 2. Etappe: Miami Beach
Ein Wochenende nach Mexiko stand die zweite nordamerikanische Etappe auf dem Programm. Zum dritten Mal wurde in einem provisorischen Reitstadion am Strand von Miami Beach ein GCT-Turnier durchgeführt. Das Turnier fand vom 13. bis 15. April 2017 statt.
Global Champions League: In der am ersten Turniertag ausgerichteten ersten Prüfung der GCL blieben Bertram Allen und Alberto Zorzi für Valkenswaard United fehlerfrei. Beide Reiter des Teams Doha Fursan Qatar (Ali bin Chalid Al Thani und Bassem Hassan Mohammed) bekamen je einen Zeitstrafpunkt und lagen damit im Zwischenergebnis auf dem zweiten Platz. In der zweiten Prüfung rutschte Doha Fursan Qatar mit 12 weiteren Strafpunkten auf den vierten Platz ab. Valkenswaard United verpasste den zweiten Sieg dieser Saison, da Bertram Allen mit seinem Schimmelhengst Hector van d'Abdijhoeve acht Strafpunkte hinnehmen musste. Damit hatte Valkenswaard United wie bereits London Knights insgesamt acht Strafpunkte. Da das aus Ben Maher und Kent Farrington gebildete Team London Knights jedoch in der zweiten Prüfung die schnelleren Zeiten in das Ziel brachte, holten sie sich den Sieg bei dieser GCL-Etappe.
|             | Team                | Reiter/Pferde                             | 1. Prüfung  | 2. Prüfung | 2. Prüfung  | Gesamt   | Gesamt | Wertungs- punkte |
| Strafpunkte | Team                | Reiter/Pferde                             | Strafpunkte | Zeit (s)   | Strafpunkte | Zeit (s) |        | Wertungs- punkte |
| ----------- | ------------------- | ----------------------------------------- | ----------- | ---------- | ----------- | -------- | ------ | ---------------- |
| 1           | London Knights      | Ben Maher mit Don Vito                    | 0           | 4          | 70,78       | 8        | 135,43 | 30               |
| 1           | London Knights      | Kent Farrington mit Dublin                | 4           |            |             | 8        | 135,43 | 30               |
| 1           | London Knights      | Kent Farrington mit Creedance             |             | 0          | 64,65       | 8        | 135,43 | 30               |
| 2           | Valkenswaard United | Alberto Zorzi mit Cornetto K              | 0           | 0          | 73,89       | 8        | 143,97 | 27               |
| 2           | Valkenswaard United | Bertram Allen mit Hector van d'Abdijhoeve | 0           | 8          | 70,08       | 8        | 143,97 | 27               |

Global Champions Tour: Für die Global Champions Tour-Etappe von Miami konnten sich keine deutschen Reiter qualifizieren. Aus Österreich war Max Kühner mit Electric Touch (acht Strafpunkte im Normalumlauf, 12. Platz) am Start, für die Schweiz Martin Fuchs mit Chaplin (ebenso acht Strafpunkte im Normalumlauf, 11. Platz) und Jane Richard Philips mit Dieudonne de Guldenboom (vier Strafpunkte, 7. Platz).
Das Stechen blieb mit vier Reitern übersichtlich. Nicola Philippaerts blieb mit Chilli Willi ohne Fehler, Alberto Zorzi als zweiter Reiter löste Philippaerts direkt auf dem Spitzenplatz ab. Unglücklich lief das Stechen für Harrie Smolders: Sein Hengst Emerald knickte kurz nach dem zweiten Hindernis mit der Vorderhand weg. Beide konnten sich Abfangen und einen Sturz verhindern, doch das nächste Hindernis konnte so nicht mehr passend angeritten werden. Das Neuanreiten brachte vier Strafpunkte, denen sich weitere vier Zeitstrafpunkte hinzugesellten. Jérôme Guery ging als letzter Reiter in das Stechen, mit Grand Cru van de Rozenberg war er nochmals schneller als Zorzi, ohne Fehler sicherte er sich den Sieg im GCT-Grand Prix von Miami.
|             | Reiter              | Pferd                      | 1. Umlauf | 1. Umlauf   | Stechen  | Stechen | Wertungs- punkte |
| Strafpunkte | Reiter              | Pferd                      | Zeit (s)  | Strafpunkte | Zeit (s) |         | Wertungs- punkte |
| ----------- | ------------------- | -------------------------- | --------- | ----------- | -------- | ------- | ---------------- |
| 1           | Jérôme Guery        | Grand Cru van de Rozenberg | 0         | -           | 0        | 37,39   | 40               |
| 2           | Alberto Zorzi       | Cornetto K                 | 0         | -           | 0        | 37,96   | 37               |
| 3           | Nicola Philippaerts | Chilli Willi               | 0         | -           | 0        | 39,50   | 35               |

(Plätze eins bis drei von insgesamt 25 Teilnehmern)

### 3. Etappe: Shanghai
Ende April 2017 wurde die chinesische Etappe der GCT/GCL durchgeführt. In direkter Nachbarschaft zum China Art Museum (China Art Palace) in Shanghai wurde das Turnier vom 28. bis 30. April 2017 ausgetragen.
Global Champions League: Nach der ersten Prüfung der GCL von Shanghai lagen drei der 18 Mannschaften ohne Fehler gleichauf in Führung. Während die St Tropez Pirates aufgrund eines 16-Strafpunkt-Rittes von Simon Delestre und Chesall auf den achten Platz zurückfielen, kam es zur Entscheidung zwischen den Teams Paris Panthers und Hamburg Diamonds. Beide Mannschaften blieben auch in der zweiten Prüfung ohne Fehler. Die Paris Panthers konnten sich bereits mit ihrem ersten Reiter absetzen, Jack Towell (der in dieser Prüfung den 11-jährigen Lucifer V an den Start brachte) war über drei Sekunden schneller als John Whitaker für die Hamburg Diamonds. Auch Darragh Kenny als zweiter Reiter der Paris Panthers war schnell und fehlerfrei im Parcours unterwegs, so dass das Team die Global Champions League von Shanghai aufgrund der besseren Zeiten in der zweiten Prüfung gewann.
|             | Team             | Reiter/Pferde                      | 1. Prüfung  | 2. Prüfung | 2. Prüfung  | Gesamt   | Gesamt | Wertungs- punkte |
| Strafpunkte | Team             | Reiter/Pferde                      | Strafpunkte | Zeit (s)   | Strafpunkte | Zeit (s) |        | Wertungs- punkte |
| ----------- | ---------------- | ---------------------------------- | ----------- | ---------- | ----------- | -------- | ------ | ---------------- |
| 1           | Paris Panthers   | Jack Towell mit Lucifer V          |             | 0          | 78,18       | 0        | 155,99 | 30               |
| 1           | Paris Panthers   | Darragh Kenny mit Charly Chaplin S | 0           | 0          | 77,81       | 0        | 155,99 | 30               |
| 1           | Paris Panthers   | Jack Towell mit New York           | 0           |            |             | 0        | 155,99 | 30               |
| 2           | Hamburg Diamonds | John Whitaker mit Ornellaia        | 0           | 0          | 81,52       | 0        | 161,94 | 27               |
| 2           | Hamburg Diamonds | Jos Verlooy mit Caracas            | 0           | 0          | 80,42       | 0        | 161,94 | 27               |

Global Champions Tour: Am Nachmittag des 29. April 2017 wurde die GCT-Etappe von Shanghai ausgerichtet. 13 der 25 qualifizierten Reiter kamen im Normalumlauf auf ein Ergebnis von vier oder weniger Strafpunkten. Mit nur einem Zeitstrafpunkt verpassten Andreas Kreuzer mit Calvilot und Harrie Smolders mit dem Zangersheider Hengst Don Z knapp den Einzug in das Stechen.
Im Stechen der vier strafpunktfreien Teilnehmer des Normalumlaufs unterliefen Gregory Wathelet und Alberto Zorzi mit ihren Pferden je ein Hindernisfehler. Der erste fehlerfreie Ritt des Stechens gelang Maikel van der Vleuten. Die zweite fehlerlose Runde des Stechens glückte Lorenzo de Luca, der sich mit einer Zeit von 38,05 Sekunden den Sieg in dieser mit 500.000 Euro dotierten Prüfung sicherte.
|             | Reiter                 | Pferd                  | 1. Umlauf | 1. Umlauf   | Stechen  | Stechen | Wertungs- punkte |
| Strafpunkte | Reiter                 | Pferd                  | Zeit (s)  | Strafpunkte | Zeit (s) |         | Wertungs- punkte |
| ----------- | ---------------------- | ---------------------- | --------- | ----------- | -------- | ------- | ---------------- |
| 1           | Lorenzo de Luca        | Ensor de Litrange LXII | 0         | -           | 0        | 38,05   | 40               |
| 2           | Maikel van der Vleuten | Verdi                  | 0         | -           | 0        | 39,36   | 37               |
| 3           | Alberto Zorzi          | Fair Light van't Heike | 0         | -           | 4        | 37,82   | 35               |

(Plätze eins bis drei von insgesamt 25 Teilnehmern)

### 4. Etappe: Madrid
Im Rahmen des zum 107. Mal ausgerichteten CSI von Madrid wurde die spanische Etappe der Global Champions Tour / Global Champions League ausgetragen. Das Turnier fand vom 19. bis 21. Mai 2017 im Club de Campo Villa de Madrid statt.
Global Champions League: Gleich vier Teams gelang es in der ersten Prüfung der Global Champions League von Madrid fehlerfrei zu bleiben. Während die Hamburg Diamonds, die St Tropez Pirates und die Mexico Amigos vier, acht bzw. zwölf Strafpunkte in der zweiten Prüfung bekamen, ging der Sieg an das Team Cannes Stars. Marco Kutscher und Ludger Beerbaum waren mit ihren Pferden in beiden Umläufen ohne Fehler geblieben. Auf den dritten Platz schob sich die Mannschaft Cascais Charms (Philip Houston mit Loewenherz und Kannella sowie David Will mit Mic Mac du Tillard), die nach acht Strafpunkten in der ersten Prüfung in der zweiten Prüfung ohne Strafpunkte blieben. Insbesondere Wills Ritt, fast drei Sekunden schneller als der zweitplatzierte Reiter der Einzelwertung dieser Prüfung, brachte den Cascais Charms die schnellste Zeit der Teams mit acht Strafpunkten ein.
|             | Team             | Reiter/Pferde                       | 1. Prüfung  | 2. Prüfung | 2. Prüfung  | Gesamt   | Gesamt | Wertungs- punkte |
| Strafpunkte | Team             | Reiter/Pferde                       | Strafpunkte | Zeit (s)   | Strafpunkte | Zeit (s) |        | Wertungs- punkte |
| ----------- | ---------------- | ----------------------------------- | ----------- | ---------- | ----------- | -------- | ------ | ---------------- |
| 1           | Cascais Charms   | Marco Kutscher mit Clenur           | 0           | 0          | 75,45       | 0        | 149,75 | 30               |
| 1           | Cascais Charms   | Ludger Beerbaum mit Chiara          | 0           | 0          | 74,30       | 0        | 149,75 | 30               |
| 2           | Hamburg Diamonds | Harrie Smolders mit Don Z           | 0           | 0          | 74,19       | 4        | 144,36 | 27               |
| 2           | Hamburg Diamonds | Audrey Coulter mit Capital Colnardo | 0           |            |             | 4        | 144,36 | 27               |
| 2           | Hamburg Diamonds | Eric Lamaze mit Fine Lady           |             | 4          | 70,17       | 4        | 144,36 | 27               |

Global Champions Tour: Am Abend des 20. April stand die GCT-Etappe von Madrid auf dem Programm. Während sich die in der GCL siegreichen Reiter Ludger Beerbaum und Marco Kutscher mit vier bzw. fünf Strafpunkten im Normalumlauf nicht platzieren konnten, qualifizierten sich fünf Teilnehmer für das Stechen.
Im Stechen bekam Bassem Hassan Mohammed mit Gunder acht Strafpunkte und kam somit auf den fünften Platz. Die übrigen vier Reiter blieben mit ihren Pferden alle erneut ohne Fehler. Äußerst knapp waren die Abstände zwischen den Zeiten der drei schnellsten Reiter im Stechen: Das Vorjahressiegerpaar Marcus Ehning und Pret A Tout legte mit 45,68 Sekunden vor. Während Maikel van der Vleuten mit Verdi die Führung nicht übernehmen konnte, gelang dies Kent Farrington. Der US-Amerikaner siegte mit der 11-jährigen Stute Gazelle mit einer Zeit von 45,18 Sekunden.
|             | Reiter                 | Pferd       | 1. Umlauf | 1. Umlauf   | Stechen  | Stechen | Wertungs- punkte |
| Strafpunkte | Reiter                 | Pferd       | Zeit (s)  | Strafpunkte | Zeit (s) |         | Wertungs- punkte |
| ----------- | ---------------------- | ----------- | --------- | ----------- | -------- | ------- | ---------------- |
| 1           | Kent Farrington        | Gazelle     | 0         | -           | 0        | 45,18   | 40               |
| 2           | Marcus Ehning          | Pret A Tout | 0         | -           | 0        | 45,68   | 37               |
| 3           | Maikel van der Vleuten | Verdi       | 0         | -           | 0        | 45,86   | 35               |

(Plätze eins bis drei von insgesamt 25 Teilnehmern)

### 5. Etappe: Hamburg

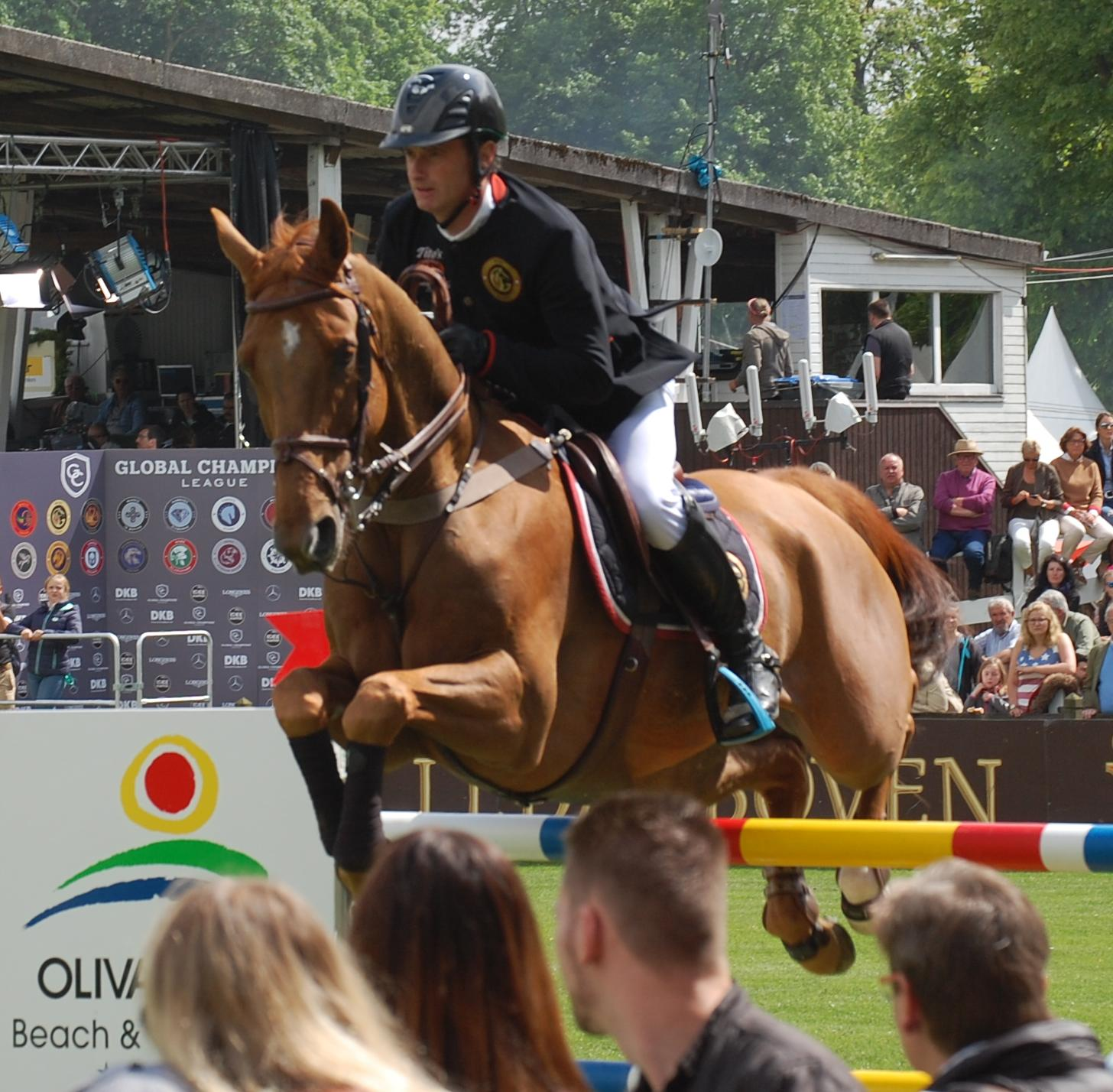
Starter für Miami Glory und Sieger des Championats von Hamburg: Denis Lynch und Echo

Bereits zum zehnten Mal wurde im Rahmen des Deutschen Spring- und Dressurderby eine Etappe der Global Champions Tour ausgetragen. Wie jedes Jahr fand das Turnier am Himmelfahrtswochenende, vom 24. bis zum 28. Mai 2017, in Hamburg-Klein Flottbek statt.
Global Champions League: Die Prüfungen der Global Champions League waren beim Deutschen Spring- und Dressurderby das Championat von Hamburg am Donnerstag (25. Mai) sowie eine dem Großen Preis vorgelagerte Prüfung am frühen Samstagnachmittag. Den ersten Umlauf des Championats von Hamburg konnten zwei Teams mit weißer Weste beenden: Chantilly Pegasus, vertreten durch Martin Fuchs mit Clooney und Lauren Hough mit Ohlala sowie Miami Glory. Auf den dritten Rang kam das katarische Team Doha Fursan Qatar, dessen Reiter Ali bin Chalid Al Thani und Bassem Hassan Mohammed jeweils die erlaubte Zeit von 80 Sekunden überschritten und einen Zeitstrafpunkt bekamen.
Diese drei Teams stellen auch die Top drei im Gesamtergebnis der Hamburger GCT-Etappe. Während Chantilly Pegasus und Doha Fursan Qatar je vier Strafpunkte in der zweiten Teamprüfung am Samstag hinzubekamen, ging der Sieg an Miami Glory. Dessen Mannschaftsreiter Denis Lynch und Scott Brash blieben auch in dieser zweiten Prüfung ohne Fehler.
|             | Team              | Reiter/Pferde              | 1. Prüfung  | 2. Prüfung | 2. Prüfung  | Gesamt   | Gesamt | Wertungs- punkte |
| Strafpunkte | Team              | Reiter/Pferde              | Strafpunkte | Zeit (s)   | Strafpunkte | Zeit (s) |        | Wertungs- punkte |
| ----------- | ----------------- | -------------------------- | ----------- | ---------- | ----------- | -------- | ------ | ---------------- |
| 1           | Miami Glory       | Scott Brash mit Ursula XII |             | 0          | 76,39       | 0        | 151,20 | 30               |
| 1           | Miami Glory       | Denis Lynch mit Echo       | 0           | 0          | 74,81       | 0        | 151,20 | 30               |
| 1           | Miami Glory       | Scott Brash mit Forever    | 0           |            |             | 0        | 151,20 | 30               |
| 2           | Chantilly Pegasus | Martin Fuchs mit Clooney   | 0           | 0          | 76,46       | 4        | 146,84 | 27               |
| 2           | Chantilly Pegasus | Lauren Hough mit Ohlala    | 0           | 4          | 70,38       | 4        | 146,84 | 27               |

Global Champions Tour: Die Wertungsprüfung der Global Champions Tour war in Hamburg der Große Preis am Samstagnachmittag. Im Normalumlauf dieser Prüfung kamen 13 der 25 Teilnehmer auf ein Ergebnis von vier oder weniger Strafpunkten, fünf zogen in das Stechen ein.
Das Stechen war geprägt von stetigen Führungswechseln: Für die 23-jährige Laura Klaphake war das Turnier bisher schon erfolgreich verlaufen, so war sie unter anderem Neunte im Championat von Hamburg. Mit der 9-jährigen Stute Catch me if you can eröffnete sie das Stechen, bekam jedoch vier Strafpunkte. Christian Ahlmann und der 13-jährige Hengst Epleaser van't Heike brachten die erste fehlerfreie Runde des Stechens in das Ziel. Harrie Smolders mit seinem ebenso 13-jährigen Hengst Don waren noch etwas schneller und ohne Fehler, während Yuri Mansur mit Babylotte vier Strafpunkte hinnehmen musste.
Als letztes Paar gingen Rolf-Göran Bengtsson und Casall im Stechen an den Start. Der 18-jährige Holsteiner Verbandshengst Casall sollte im Anschluss an diese Prüfung aus dem Sport verabschiedet werden, somit war dies seine letzte Runde im Springparcours. Beide spielten ihre jahrelange Erfahrung aus und blieben nicht nur fehlerfrei, sondern waren auch noch über zwei Sekunden schneller als Smolders. Casall verabschiedete sich somit mit dem Sieg im Großen Preis von Hamburg.
|             | Reiter               | Pferd                | 1. Umlauf | 1. Umlauf   | Stechen  | Stechen | Wertungs- punkte |
| Strafpunkte | Reiter               | Pferd                | Zeit (s)  | Strafpunkte | Zeit (s) |         | Wertungs- punkte |
| ----------- | -------------------- | -------------------- | --------- | ----------- | -------- | ------- | ---------------- |
| 1           | Rolf-Göran Bengtsson | Casall               | 0         | -           | 0        | 42,69   | 40               |
| 2           | Harrie Smolders      | Don Z                | 0         | -           | 0        | 45,13   | 37               |
| 3           | Christian Ahlmann    | Epleaser van't Heike | 0         | -           | 0        | 45,57   | 35               |

(Plätze eins bis drei von insgesamt 25 Teilnehmern)

### 6. Etappe: Cannes
In Cannes wurde vom 8. bis zum 10. Juni 2017 das Turnier Jumping Cannes durchgeführt. Austragungsort war das Fußballstadion Stade des Hespérides, welches sich in unmittelbarer Nähe zum Boulevard de la Croisette befindet.
Global Champions League: Die erste Teilprüfung der Global Champions League in Cannes war anspruchsvoll, überhaupt nur vier der 32 Reiter der Teams beendete den Parcours ohne Fehler. Auch in der zweiten Teilprüfung sammelten die Mannschaften etliche Strafpunkte: Von den 15 hier noch am Start befindlichen Teams bekamen neun Teams 12 oder mehr Strafpunkte hinzu. Die drei Mannschaften, die nach der ersten Teilprüfung mit acht Strafpunkten in Führung gelegen hatten (St Tropez Pirates, Doha Fursan Qatar und die London Knights) verloren in der zweiten Teilprüfung ihre Spitzenposition und fanden sich im Endergebnis zwischen dem fünften und zehnten Rang wieder. Die in der ersten Teilprüfung fünftplatzierten Reiter von Valkenswaard United blieben in der zweiten Teilprüfung am Samstag ohne Fehler und holten sich so den Sieg. Die im Endergebnis zweitplatzierten Shanghai Swans machten von der Möglichkeit, Pferde und Reiter zu tauschen voll Gebrauch: Für das Team waren in den Wertungsprüfungen von Cannes drei Reiter mit vier Pferden am Start.
|             | Team                | Reiter/Pferde                         | 1. Prüfung  | 2. Prüfung | 2. Prüfung  | Gesamt   | Gesamt | Wertungs- punkte |
| Strafpunkte | Team                | Reiter/Pferde                         | Strafpunkte | Zeit (s)   | Strafpunkte | Zeit (s) |        | Wertungs- punkte |
| ----------- | ------------------- | ------------------------------------- | ----------- | ---------- | ----------- | -------- | ------ | ---------------- |
| 1           | Valkenswaard United | Alberto Zorzi mit Going Global        | 5           | 0          | 76,81       | 10       | 144,21 | 30               |
| 1           | Valkenswaard United | Janika Sprunger mit Aris              | 5           |            |             | 10       | 144,21 | 30               |
| 1           | Valkenswaard United | Marcus Ehning mit Pret A Tout         |             | 0          | 67,40       | 10       | 144,21 | 30               |
| 2           | Shanghai Swans      | Roger-Yves Bost mit Sydney une Prince | 0           |            |             | 16       | 147,32 | 27               |
| 2           | Shanghai Swans      | Daniel Deußer mit Hidalgo             | 14          |            |             | 16       | 147,32 | 27               |
| 2           | Shanghai Swans      | Alexandra Thornton mit Figero         |             | 2          | 81,45       | 16       | 147,32 | 27               |
| 2           | Shanghai Swans      | Roger-Yves Bost mit Pegase du Murier  |             | 0          | 65,87       | 16       | 147,32 | 27               |

Global Champions Tour: Letzte Prüfung des bereits am Samstag endenden Turniers war die ab 22 Uhr ausgerichtete GCT-Wertungsprüfung. Hier kam es im ersten Umlauf zu einer hohen Anzahl an Nullrunden, zehn der 25 Starter blieben mit ihren Pferden ohne Fehler. Im Stechen blieb die Hälfte der zehn Reiter erneut fehlerfrei. Eric van der Vleuten kam mit Wunschkind, einer seit einem halben Jahr bei ihm im Beritt befindlichen Fuchsstute, mit eher zurückhaltendem Tempo auf den fünften Platz (43,84 Sekunden). Mit deutlich schnelleren Ritten fiel die Entscheidung um den Sieg: Alberto Zorzi und Going Global, die bereits in der Global-Champions-League-Wertung zum Siegerteam gehören, kamen hier auf den vierten Platz. Auch Daniel Deußer und Simon Delestre waren mit ihren Pferden schnell und fehlerfrei, doch der Sieg ging an Sergio Álvarez Moya. Mit dem 12-jährigen Wallach Arrayan blieb er als einziger Reiter im Stechen unter 36 Sekunden.
|             | Reiter              | Pferd       | 1. Umlauf | 1. Umlauf   | Stechen  | Stechen | Wertungs- punkte |
| Strafpunkte | Reiter              | Pferd       | Zeit (s)  | Strafpunkte | Zeit (s) |         | Wertungs- punkte |
| ----------- | ------------------- | ----------- | --------- | ----------- | -------- | ------- | ---------------- |
| 1           | Sergio Álvarez Moya | Arrayan     | 0         | -           | 0        | 35,76   | 40               |
| 2           | Simon Delestre      | Hermes Ryan | 0         | -           | 0        | 36,70   | 37               |
| 3           | Daniel Deußer       | Hidalgo     | 0         | -           | 0        | 37,63   | 35               |

(Plätze eins bis drei von insgesamt 25 Teilnehmern)

### 7. Etappe: Monaco
Erneut fand zwei Wochen nach Cannes eine weitere Etappe der GCT/GCL an der Côte d’Azur statt: Das Turnier Jumping International de Monte Carlo wurde vom 23. Juni bis zum 25. Juni 2017 auf einem provisorisch für die Veranstaltung aufgeschütteten Sandplatz am Ufer des Boulevard Albert 1er am Port Hercule in Monaco durchgeführt.
Global Champions League: Die Anzahl der fehlerfreien Ritte in der ersten Teilprüfung der Global Champions League von Monaco war recht hoch, gleich vier Teams lagen nach dieser Teilprüfung ohne Strafpunkte in Führung. Doch keine Mannschaft konnte dieses Ergebnis halten. Am besten gelang dies noch den Vienna Eagles, deren zwei belgische Reiter auf ein Gesamtergebnis von nur einem Zeitstrafpunkt aus zwei Teilprüfungen kamen. Die Shanghai Swans und die Mexico Amigos bekamen zu ihren fehlerlosen Zwischenständen jeweils vier Strafpunkte hinzu. Profitierend von der schnellen Runde von Roger-Yves Bost in der zweiten Teilprüfung (die ihm zudem den Sieg in der Einzelwertung der Prüfung brachte) konnten die Shanghai Swans jedoch die bessere Zeit aufweisen und kamen damit auf den zweiten Rang.
|             | Team           | Reiter/Pferde                                   | 1. Prüfung  | 2. Prüfung | 2. Prüfung  | Gesamt   | Gesamt | Wertungs- punkte |
| Strafpunkte | Team           | Reiter/Pferde                                   | Strafpunkte | Zeit (s)   | Strafpunkte | Zeit (s) |        | Wertungs- punkte |
| ----------- | -------------- | ----------------------------------------------- | ----------- | ---------- | ----------- | -------- | ------ | ---------------- |
| 1           | Vienna Eagles  | Gregory Wathelet mit Eldorado van het Vijverhof | 0           | 0          | 65,62       | 1        | 137,83 | 30               |
| 1           | Vienna Eagles  | Niels Bruynseels mit Cas de Liberte             | 0           | 1          | 72,21       | 1        | 137,83 | 30               |
| 2           | Shanghai Swans | Jessica Springsteen mit Cynar                   | 0           | 4          | 68,64       | 4        | 130,22 | 27               |
| 2           | Shanghai Swans | Daniel Deußer mit Hidalgo                       | 0           |            |             | 4        | 130,22 | 27               |
| 2           | Shanghai Swans | Roger-Yves Bost mit Pegase du Murier            |             | 0          | 61,58       | 4        | 130,22 | 27               |

Global Champions Tour: Bereits der dritte Starter im Großen Preis des Fürsten von Monaco, Christian Ahlmann, blieb ohne Fehler. Er war der einzige von drei deutschen Reitern, dem die Qualifikation für das Stechen gelang. Und auch bei den übrigen Teilnehmer blieb die Anzahl der fehlerfreien Ritte gering, nur drei weitere Reitern gelang eine Nullrunde. Im Stechen musste Ahlmann mit seiner erst 9-jährigen Stute Dolocia vorlegen, der blieb in einer schnellen Zeit von 38,20 Sekunden ohne Fehler. Als zweiter Starter ging Scott Brash in das Stechen. Mit seinem Fuchswallach Forever ritt er das dritte Hindernis schräg an, um in der engen Wendung zur zweifachen (vormals dreifachen) Kombination Zeit gutzumachen. Doch warfen ihn acht Strafpunkte zurück, er beendete das Stechen auf dem vierten Rang. Auch Kevin Staut leistete sich einen Hindernisfehler. Damit war der Weg frei für Alberto Zorzi, der mit Cornetto K fehlerlos blieb und 40 Hundertstelsekunden schneller war als Ahlmann.
|             | Reiter            | Pferd                   | 1. Umlauf | 1. Umlauf   | Stechen  | Stechen | Wertungs- punkte |
| Strafpunkte | Reiter            | Pferd                   | Zeit (s)  | Strafpunkte | Zeit (s) |         | Wertungs- punkte |
| ----------- | ----------------- | ----------------------- | --------- | ----------- | -------- | ------- | ---------------- |
| 1           | Alberto Zorzi     | Cornetto K              | 0         | -           | 0        | 37,80   | 40               |
| 2           | Christian Ahlmann | Dolocia                 | 0         | -           | 0        | 38,20   | 37               |
| 3           | Kevin Staut       | For Joy van't Zorgvliet | 0         | -           | 4        | 41,05   | 35               |

(Plätze eins bis drei von insgesamt 25 Teilnehmern)

### 8. Etappe: Paris
Nach zwei Etappen am Mittelmeer führte das Programm der GCT/GCL die Reiter vom 30. Juni bis 2. Juli 2017 in die französische Hauptstadt. Nachdem das Turnier Paris Eiffel Jumping im Vorjahr aufgrund der Finalrunde der Fußball-Europameisterschaft etwas dezentraler ausgetragen wurde, kehrte es 2017 wieder auf das Marsfeld in unmittelbarer Nähe zum Eiffelturm zurück.
Global Champions League: In der ersten, am Nachmittag des 30. Juni durchgeführten Teilprüfung blieben zwei Teams ohne Hindernisfehler: Keine Strafpunkte kamen auf das Konto der St Tropez Pirates, während die Hamburg Diamonds aufgrund eines um acht Hundertstelsekunden zu langsamen Ritts von Audrey Coulter und Capital Colnardo einen Zeitstrafpunkt hinnehmen musste. Mit jeweils acht Strafpunkten in der zweiten Teilprüfung für beide Teams bekamen die übrigen Mannschaften wieder die Chance, die Führung zu übernehmen. Am dichtesten heran kamen Lauren Hough und Sergio Álvarez Moya für Chantilly Pegasus mit nur einem Zeitstrafpunkt. Doch aufgrund ihrer Vorbelastung von zwölf Strafpunkten aus der ersten Teilprüfung reichte es für sie nur für den dritten Rang.
|             | Team              | Reiter/Pferde                               | 1. Prüfung  | 2. Prüfung | 2. Prüfung  | Gesamt   | Gesamt | Wertungs- punkte |
| Strafpunkte | Team              | Reiter/Pferde                               | Strafpunkte | Zeit (s)   | Strafpunkte | Zeit (s) |        | Wertungs- punkte |
| ----------- | ----------------- | ------------------------------------------- | ----------- | ---------- | ----------- | -------- | ------ | ---------------- |
| 1           | St Tropez Pirates | Simon Delestre mit Hermes Ryan              |             | 0          | 78,31       | 0        | 162,75 | 30               |
| 1           | St Tropez Pirates | Jérôme Guery mit Grand Cru van de Rozenberg | 0           | 8          | 84,44       | 0        | 162,75 | 30               |
| 1           | St Tropez Pirates | Simon Delestre mit Chesall                  | 0           |            |             | 0        | 162,75 | 30               |
| 2           | Hamburg Diamonds  | Audrey Coulter mit Capital Colnardo         | 1           | 4          | 83,46       | 9        | 164,10 | 27               |
| 2           | Hamburg Diamonds  | Harrie Smolders mit Don Z                   | 0           | 4          | 80,64       | 9        | 164,10 | 27               |

Global Champions Tour: Im Normalumlauf des Großen Preises kam es zu einer hohen Zahl an Hindernisfehlern, insbesondere die Kombinationen waren Fehlerschwerpunkte. 15 der 24 Reiter, die den Umlauf beendeten, kamen auf ein Ergebnis von acht oder mehr Strafpunkten. zu den drei fehlerfreien Ritten kam es früh: Harrie Smolders als sechstem Reiter gelang die erste Nullrunde, die dritte Nullrunde erritt Olivier Philippaerts bereits als elfter Starter.
Mit seinem Einzug in das Stechen hatte Harrie Smolders bereits die Führung im Zwischenstand der GCT-Gesamtwertung sicher. Mit seinem 13-jährigen Zangersheider Hengst Don Z legte er im Stechen mit einem fehlerlosen Ritt vor. Julien Epaillard ritt als zweiter Reiter im Stechen den 9-jährigen Fuchshengst Usual Suspect d'Auge. Für den Hengst war dies der erste Große Preis auf 5*-Niveau, Epaillard hatte ihn bisher mehrheitlich in Prüfungen bis zu 1,40 Meter Höhe an den Start gebracht. Ohne Strafpunkte und deutlich über eine Sekunde schneller als Smolders übernahm Julien Epaillard die Führung. Als letzter Teilnehmer ging Olivier Philippaerts in das Stechen. Mit Legend of Love bekam auch er hier keine Strafpunkte, mit seiner benötigten Zeit von 41,98 Sekunden reihte er sich auf dem zweiten Platz ein.
|             | Reiter               | Pferd                | 1. Umlauf | 1. Umlauf   | Stechen  | Stechen | Wertungs- punkte |
| Strafpunkte | Reiter               | Pferd                | Zeit (s)  | Strafpunkte | Zeit (s) |         | Wertungs- punkte |
| ----------- | -------------------- | -------------------- | --------- | ----------- | -------- | ------- | ---------------- |
| 1           | Julien Epaillard     | Usual Suspect d'Auge | 0         | -           | 0        | 40,67   | 40               |
| 2           | Olivier Philippaerts | Legend of Love       | 0         | -           | 0        | 41,98   | 37               |
| 3           | Harrie Smolders      | Don Z                | 0         | -           | 0        | 42,13   | 35               |

(Plätze eins bis drei von insgesamt 25 Teilnehmern)

### 9. Etappe: Cascais
Die portugiesische Etappe der Global Champions Tour/Global Champions League wurde in Cascais ausgerichtet. Austragungsort war das Hipódromo Manuel Possolo. Nachdem das Turnier im Vorjahr aufgrund der Durchführung der Global Champions League außerhalb des Programms der Prüfungen nach FEI-Reglement auf drei Tage verlängert worden war, fanden 2017 wieder nur an zwei Tagen Prüfungen statt: Der CSI 5* dauerte vom 7. bis zum 8. Juli 2017 an. Neben den GCL/GCT-Wertungsprüfungen fand überhaupt nur eine Prüfung statt.
Global Champions League: Die erste Teilprüfung der GCL von Cascais beendeten viele Reiter ohne Strafpunkte, gleich vier Mannschaften schlossen die Prüfung ohne Strafpunkte ab. Die zweite Teilprüfung am Samstag (8. Juli) war anspruchsvoller, es kam zu wenigen Nullrunden. Dementsprechend konnte nur eines der vier Teams ihr fehlerfreies Mannschaftsergebnis halten: Miami Glory. Somit schien der Mannschaftssieg nach dem fehlerfreien Ritt ihres letzten Reiters Scott Brash gesichert zu sein. Doch stellte ein Steward bei der Routinekontrolle von Brashs Pferdes Forever an dessen Flanke eine leicht blutenden Stelle fest, was zum Ausschluss des Reiters führte. Da das Global-Champions-League-Reglement keine Streichergebnisse vorsieht, bedeutete dies zugleich das Ausscheiden des Teams.
Der Sieg in der Prüfung ging somit an die Mexico Amigos, die als einzige Mannschaft nur vier Strafpunkte aus beiden Teilprüfungen gesammelt hatten.
|             | Team           | Reiter/Pferde                     | 1. Prüfung  | 2. Prüfung | 2. Prüfung  | Gesamt   | Gesamt | Wertungs- punkte |
| Strafpunkte | Team           | Reiter/Pferde                     | Strafpunkte | Zeit (s)   | Strafpunkte | Zeit (s) |        | Wertungs- punkte |
| ----------- | -------------- | --------------------------------- | ----------- | ---------- | ----------- | -------- | ------ | ---------------- |
| 1           | Mexico Amigos  | Henrik von Eckermann mit Chacanno | 0           | 0          | 67,63       | 4        | 143,45 | 30               |
| 1           | Mexico Amigos  | Yuri Mansur Guerios mit Unita     | 4           |            |             | 4        | 143,45 | 30               |
| 1           | Mexico Amigos  | Yuri Mansur Guerios mit Babylotte |             | 0          | 75,82       | 4        | 143,45 | 30               |
| 2           | Paris Panthers | Lillie Keenan mit Skyhorse        |             | 4          | 78,70       | 8        | 155,88 | 27               |
| 2           | Paris Panthers | Jack Towell mit New York          | 0           | 4          | 77,18       | 8        | 155,88 | 27               |
| 2           | Paris Panthers | Lillie Keenan mit Fibonacci       | 0           |            |             | 8        | 155,88 | 27               |

Global Champions Tour: Erst spätabends, um 21:30 Uhr Ortszeit, war der Beginn der GCT-Etappe von Cascais angesetzt. Im Normalumlauf der Prüfung blieben fünf Teilnehmer ohne Fehler. Im Stechen dieser Reiter war es Maikel van der Vleuten, dem (als zweitem Starter) die erste Nullrunde gelang. Diese Führung nahm ihm die für Israel reitende Danielle Goldstein ab, die hier die Fuchsstute Lizziemary ritt. Nach ihr gingen noch Martin Fuchs und Bertram Allen an den Start. Fuchs war mit Clooney schneller als Goldstein, doch sowohl er als auch Allen mussten im Stechen vier Strafpunkte hinnehmen. Damit ging erstmals überhaupt der Sieg einer Global Champions Tour-Wertungsprüfung nach Israel.
|             | Reiter                 | Pferd      | 1. Umlauf | 1. Umlauf   | Stechen  | Stechen | Wertungs- punkte |
| Strafpunkte | Reiter                 | Pferd      | Zeit (s)  | Strafpunkte | Zeit (s) |         | Wertungs- punkte |
| ----------- | ---------------------- | ---------- | --------- | ----------- | -------- | ------- | ---------------- |
| 1           | Danielle Goldstein     | Lizziemary | 0         | -           | 0        | 45,56   | 40               |
| 2           | Maikel van der Vleuten | Arera C    | 0         | -           | 0        | 47,03   | 37               |
| 3           | Martin Fuchs           | Clooney    | 0         | -           | 4        | 44,93   | 35               |

(Plätze eins bis drei von insgesamt 25 Teilnehmern)

### 10. Etappe: Chantilly
Nach einer Austragung im Mai kehrte das CSI 5*-Turnier von Chantilly 2017 in den Juli zurück. Auf dem Gelände der Rennbahn am Rande des Schlosses von Chantilly wurde die Veranstaltung vom 13. bis 16. Juli 2017 durchgeführt.
Global Champions League: Zwei Mannschaften lagen nach der ersten GCL-Teilprüfung am 14. Juli ohne Strafpunkte in Führung: Die Hamburg Diamonds und Miami Glory. Noch in Schlagdistanz befand sich Cascais Charms, das durch Philip Houston mit Loewenherz und David Will mit Cento du Rouet vertreten wurde. Während die Cascais Charms in der zweiten Teilprüfung auf den siebenten Platz zurückfielen, fiel die Entscheidung zwischen den erstgenannten Teams. Ein Fehler von Paris Sellon ließen das Strafpunktkonto von Miami Glory auf vier Strafpunkte anwachsen. Die Reiter von Hamburg Diamonds konnten diese Ausgangslage ausnutzen: Harrie Smolders blieb mit Emerald ohne Fehler. John Whitaker konnte sich somit sogar noch einen Zeitstrafpunkt mit seinem Schimmelhengst Cassinis Chaplin leisten, ohne den Mannschaftssieg zu gefährden.
|             | Team             | Reiter/Pferde                      | 1. Prüfung  | 2. Prüfung | 2. Prüfung  | Gesamt   | Gesamt | Wertungs- punkte |
| Strafpunkte | Team             | Reiter/Pferde                      | Strafpunkte | Zeit (s)   | Strafpunkte | Zeit (s) |        | Wertungs- punkte |
| ----------- | ---------------- | ---------------------------------- | ----------- | ---------- | ----------- | -------- | ------ | ---------------- |
| 1           | Hamburg Diamonds | Harrie Smolders mit Emerald        | 0           | 0          | 77,91       | 1        | 162,61 | 30               |
| 1           | Hamburg Diamonds | John Whitaker mit Cassinis Chaplin | 0           | 1          | 84,70       | 1        | 162,61 | 30               |
| 2           | Miami Glory      | Paris Sellon mit Cassandra         | 0           | 4          | 81,74       | 0        | 151,20 | 30               |
| 2           | Miami Glory      | Scott Brash mit Senator            | 0           |            |             | 0        | 151,20 | 30               |
| 2           | Miami Glory      | Scott Brash mit Forever            |             | 0          | 73,36       | 0        | 151,20 | 30               |

Global Champions Tour: Die GCT-Etappe wurde am Samstag (15. Juli) ab 17:15 Uhr durchgeführt. Wenige der 25 Starter blieben ohne Fehler: Bis zum vorletzten Reiter hatten sich nur drei Reiter für das Stechen qualifiziert. Scott Brash als letzter Teilnehmer im Normalumlauf blieb ebenso fehlerfrei, im Stechen gingen somit vier Reiter mit ihren Pferden an den Start. Philippe Rozier, dort einziger Franzose, eröffnete das Stechen mit Rahotep de Toscane mit einer Nullrunde. Doch seine Zeit erwies sich als schlagbar, Harrie Smolders als zweiter Starter übernahm mit Emerald die Führung. Langsamer als Smolders und mit einem Hindernisfehler hatte Carlos Enrique Lopez Lizarazo als dritter Stechteilnehmer nichts mit der Entscheidung um den Sieg zu tun. Anders war dies bei Scott Brash: Mit seinem 11-jährigen Wallach Forever kam er ohne Fehler durch den Stechparcours, war schnell, aber doch über eine Sekunde langsamer als Harrie Smolders. Für Smolders stand somit der zweite Sieg an diesem Tag fest.
|             | Reiter          | Pferd              | 1. Umlauf | 1. Umlauf   | Stechen  | Stechen | Wertungs- punkte |
| Strafpunkte | Reiter          | Pferd              | Zeit (s)  | Strafpunkte | Zeit (s) |         | Wertungs- punkte |
| ----------- | --------------- | ------------------ | --------- | ----------- | -------- | ------- | ---------------- |
| 1           | Harrie Smolders | Emerald            | 0         | -           | 0        | 41,63   | 40               |
| 2           | Scott Brash     | Forever            | 0         | -           | 0        | 42,82   | 37               |
| 3           | Philippe Rozier | Rahotep de Toscane | 0         | -           | 0        | 44,80   | 35               |

(Plätze eins bis drei von insgesamt 25 Teilnehmern)

### 11. Etappe: Berlin
Erstmals seit 2013 machte die Global Champions Tour wieder zwei Mal in Deutschland Station. Nach Hamburg wurde vom 28. bis 30. Juli 2017 ein neues CSI 5*-Turnier in Berlin ausgetragen. Als Standort für das Turnier Global Jumping Berlin wurde der Sommergarten des Berliner Messegeländes ausgewählt.
Global Champions League: Tagesabschluss des ersten Turniertags war die erste Teilprüfung der GCL von Berlin. Von den 18 Mannschaften blieben hier drei ohne Fehler. Keine Fehler bekamen in der zweiten Prüfung zwei Mannschaften hinzu, die beide im ersten Umlauf weit von der Führung entfernt waren: Die auf Platz 16 gelegenen Cannes Stars (im zweiten Umlauf vertreten durch Ludger Beerbaum/Chacon und Marco Kutscher/Clenur) sowie die letztplatzierten Berlin Lions. Letztere wurden in beiden Umläufen von Max Kühner und Anna Kellnerova vertreten, nach zusammen 28 Strafpunkten in der ersten Teilprüfung brachten beide jedoch andere Pferde in der zweiten Teilprüfung an den Start.
Trotz jeweils vier Strafpunkten im zweiten Umlauf fiel die Entscheidung zwischen zwei bis hierhin fehlerfreien Mannschaften. Letztlich brachte die langsame Runde von Eric Lamaze und Chacco Kid die Entscheidung, dass sich die Hamburg Diamonds mit dem zweiten Platz zufriedengeben mussten, den Sieg sicherten sich Alberto Zorzi und Bertram Allen als Teamreiter für Valkenswaard United.
|             | Team                | Reiter/Pferde                       | 1. Prüfung  | 2. Prüfung | 2. Prüfung  | Gesamt   | Gesamt | Wertungs- punkte |
| Strafpunkte | Team                | Reiter/Pferde                       | Strafpunkte | Zeit (s)   | Strafpunkte | Zeit (s) |        | Wertungs- punkte |
| ----------- | ------------------- | ----------------------------------- | ----------- | ---------- | ----------- | -------- | ------ | ---------------- |
| 1           | Valkenswaard United | Alberto Zorzi mit Cornetto K        | 0           | 0          | 65,29       | 4        | 120,47 | 30               |
| 1           | Valkenswaard United | Bertram Allen mit Izzy by Picobello | 0           | 4          | 64,95       | 4        | 120,47 | 30               |
| 2           | Hamburg Diamonds    | Eric Lamaze mit Chacco Kid          | 0           | 0          | 68,71       | 4        | 123,76 | 27               |
| 2           | Hamburg Diamonds    | Jos Verlooy mit Igor                | 0           | 4          | 64,28       | 4        | 123,76 | 27               |

Global Champions Tour: Das Stechen der Hauptprüfung des Turniers, des GCT-Grand Prix, fiel in Berlin übersichtlich aus. Ludger Beerbaum hatte mit Chacon mit einem Zeitstrafpunkt den Stecheinzug knapp verpasst, drei Reitern glückte hingegen mit ihren Pferden eine Nullrunde im Normalumlauf.
Leopold van Asten ging als erster Reiter in das Stechen, mit der 11-jährigen Stute Beauty bekam er hier jedoch acht Strafpunkte. Damit hatten die folgenden zwei Reiter gute Chancen, einen deutschen Sieg sicherzustellen. Die amtierenden deutschen Meister Simone Blum und Alice benötigten für den Stechparcours mehr als drei Sekunden weniger als van Asten und blieben ohne Fehler. Schon mit dem damit sicheren zweiten Platz stand für Blum der wohl bisher größte Erfolg in einer international ausgeschriebenen Prüfung fest.
Als letzter ging Christian Ahlmann in das Stechen. Nachdem er am Wochenende zuvor unglücklich die Qualifikation für den Großen Preis von Aachen verpasst hatte, griff er in Berlin an: Mit Codex One war er nochmals schneller als Blum und gewann die GCT-Etappe. Obendrein siegte er am Sonntag mit Colorit auch noch im Championat, einer mit 92.000 Euro dotierte Prüfung.
|             | Reiter            | Pferd     | 1. Umlauf | 1. Umlauf   | Stechen  | Stechen | Wertungs- punkte |
| Strafpunkte | Reiter            | Pferd     | Zeit (s)  | Strafpunkte | Zeit (s) |         | Wertungs- punkte |
| ----------- | ----------------- | --------- | --------- | ----------- | -------- | ------- | ---------------- |
| 1           | Christian Ahlmann | Codex One | 0         | -           | 0        | 40,56   | 40               |
| 2           | Simone Blum       | Alice     | 0         | -           | 0        | 41,01   | 37               |
| 3           | Leopold van Asten | Beauty    | 0         | -           | 8        | 44,55   | 35               |

(Plätze eins bis drei von insgesamt 24 Teilnehmern)

### 12. Etappe: London
Nach einem Jahr Pause umfasste das Programm der Global Champions Tour wieder eine Etappe in London. Ein weiteres Mal wechselte der Austragungsort innerhalb der britischen Hauptstadt. Das Turnier wurde nun vom 4. bis 6. August 2017 in den Gärten des am linken Ufer der Themse gelegenen Royal Hospital Chelsea durchgeführt.
Global Champions League: Die britische Etappe der Global Champions League startete mit einer Überraschung: Nach der ersten Teilprüfung lag das tschechische Team Berlin Lions als einzige Mannschaft ohne Fehler in Führung. Die Berlin Lions waren in Berlin eine Woche zuvor im zweiten Umlauf ohne Fehler geblieben, hatten aber ansonsten die Saison über stets hintere Plätze bei den GCL-Etappen belegt.
Im zweiten Umlauf bekamen die Berlin Lions (erneut vertreten durch Max Kühner und Anna Kellnerova) fünf Strafpunkte hinzu und lagen damit gemeinsam mit den Teams Miami Glory und Valkenswaard United an der Spitze des Feldes. Da die anderen beiden Mannschaften jedoch ihren Zeitstrafpunkt in der ersten Teilprüfung gesammelt hatten und die Zeit der zweiten Teilprüfung für die Rangierung entscheidend ist, blieb für die Berlin Lions nur der dritte Rang. Der Sieg ging an Miami Glory, bedingt insbesondere durch den schnellen Ritt von Scott Brash und Forever (dritter Platz in der Einzelwertung der zweiten Teilprüfung).
|             | Team                | Reiter/Pferde                             | 1. Prüfung  | 2. Prüfung | 2. Prüfung  | Gesamt   | Gesamt | Wertungs- punkte |
| Strafpunkte | Team                | Reiter/Pferde                             | Strafpunkte | Zeit (s)   | Strafpunkte | Zeit (s) |        | Wertungs- punkte |
| ----------- | ------------------- | ----------------------------------------- | ----------- | ---------- | ----------- | -------- | ------ | ---------------- |
| 1           | Miami Glory         | Denis Lynch mit All Star                  | 0           |            |             | 5        | 141,81 | 30               |
| 1           | Miami Glory         | Paris Sellon mit Cassandra                | 5           |            |             | 5        | 141,81 | 30               |
| 1           | Miami Glory         | Scott Brash mit Forever                   |             | 0          | 68,17       | 5        | 141,81 | 30               |
| 1           | Miami Glory         | Denis Lynch mit Echo                      |             | 0          | 73,64       | 5        | 141,81 | 30               |
| 2           | Valkenswaard United | Bertram Allen mit Hector van d'Abdijhoeve |             | 0          | 71,92       | 5        | 145,70 | 27               |
| 2           | Valkenswaard United | Alberto Zorzi mit Cornetto K              | 1           | 0          | 73,78       | 5        | 145,70 | 27               |
| 2           | Valkenswaard United | Janika Sprunger mit Aris                  | 4           |            |             | 5        | 145,70 | 27               |

Global Champions Tour: Knapp bemessen war die erlaubte Zeit im Normalumlauf der GCT-Etappe von London, so dass fünf Reiter Zeitstrafpunkte bekamen. Doch auch nicht wenige blieben hier ohne Fehler: Gleich als erster Starter gelang dies Christian Kukuk mit Colestus. Zehn weitere Reiter sollten mit ihren Pferden gleiches glücken. Schockmoment des Normalumlaufs war ein Sturz von John Whitaker, der an diesem Tag seinen 62. Geburtstag beging.
Im Stechen dieser elf Reiter spielten Strafpunkte eine untergeordnete Rolle, nur zwei hatten im Stechen Hindernisfehler. Damit entschied das schnelle Reiten für die beste Zeit die Prüfung. Dies gelang am besten Scott Brash, der mit Forever als vorletzter Reiter in das Stechen ging. Nach ihm als letzter Teilnehmer trat noch Ben Maher an, der mit Madame X dicht an die Zeit von Brash herankam, über der Ziellinie dann aber sechs Hundertstelsekunden zu langsam für den Sieg war.
|             | Reiter      | Pferd    | 1. Umlauf | 1. Umlauf   | Stechen  | Stechen | Wertungs- punkte |
| Strafpunkte | Reiter      | Pferd    | Zeit (s)  | Strafpunkte | Zeit (s) |         | Wertungs- punkte |
| ----------- | ----------- | -------- | --------- | ----------- | -------- | ------- | ---------------- |
| 1           | Scott Brash | Forever  | 0         | -           | 0        | 38,62   | 40               |
| 2           | Ben Maher   | Madame X | 0         | -           | 0        | 38,68   | 37               |
| 3           | Denis Lynch | All Star | 0         | -           | 0        | 39,35   | 35               |

(Plätze eins bis drei von insgesamt 24 Teilnehmern)

### 13. Etappe: Valkenswaard
Auch in der 12. Saison der Global Champions Tour war Valkenswaard, Heimatort des Serienbegründers Jan Tops, Austragungsort eine Etappe der GCT/GCL. Auf der topmodernen, zur Tops International Arena ausgebauten Reitanlage fand vom 11. bis 13. August 2017 die niederländische Etappe der beiden Turnierserien statt.
Global Champions League: Komplett fehlerfrei blieb in der ersten Teilprüfung nur das Team Hamburg Diamonds, welches in Valkenswaard vertreten wurde durch Jos Verlooy sowie seinen Stallkollegen und Trainer Harrie Smolders. Auch die Berlin Lions schienen mit nur einem Zeitstrafpunkt ein weiteres Mal auf Erfolgskurs zu liegen. Doch sammelten Max Kühner und Anna Kellnerova in der zweiten Teilprüfung am Samstag zusammen 25 Strafpunkte, was sie auf Rang zehn zurückfallen ließ.
Während die Hamburg Diamonds in der zweiten Teilprüfung vier Strafpunkte hinzu bekamen, blieb das Team Madrid in Motion ohne Fehler und kam somit in der Addition ebenso auf vier Strafpunkte. Somit gaben die Zeiten der zweiten Prüfung den Ausschlag, die Hamburg Diamonds sicherten sich damit den Sieg.
|             | Team             | Reiter/Pferde                          | 1. Prüfung  | 2. Prüfung | 2. Prüfung  | Gesamt   | Gesamt | Wertungs- punkte |
| Strafpunkte | Team             | Reiter/Pferde                          | Strafpunkte | Zeit (s)   | Strafpunkte | Zeit (s) |        | Wertungs- punkte |
| ----------- | ---------------- | -------------------------------------- | ----------- | ---------- | ----------- | -------- | ------ | ---------------- |
| 1           | Hamburg Diamonds | Jos Verlooy mit Igor                   | 0           | 0          | 76,81       | 4        | 153,91 | 30               |
| 1           | Hamburg Diamonds | Harrie Smolders mit Capital Colnardo   | 0           |            |             | 4        | 153,91 | 30               |
| 1           | Hamburg Diamonds | Jos Verlooy mit Caracas                |             | 4          | 77,61       | 4        | 153,91 | 30               |
| 1           | Hamburg Diamonds | Harrie Smolders mit Emerald            |             | 0          | 76,30       | 4        | 153,91 | 30               |
| 2           | Madrid in Motion | Maikel van der Vleuten mit Quatro      | 0           |            |             | 4        | 156,90 | 27               |
| 2           | Madrid in Motion | Leopold van Asten mit Miss Untouchable | 4           |            |             | 4        | 156,90 | 27               |
| 2           | Madrid in Motion | Leopold van Asten mit Beauty           |             | 0          | 78,52       | 4        | 156,90 | 27               |
| 2           | Madrid in Motion | Maikel van der Vleuten mit Verdi       |             | 0          | 78,38       | 4        | 156,90 | 27               |

Global Champions Tour: Für Daniel Deußer als ersten Starter verlief die GCT-Etappe von Valkenswaard mit Clintop nicht zufriedenstellend (12 Strafpunkte). Besser sah es für den zweiten Reiter im Starterfeld aus: Andreas Kreuzer leistete sich mit Calvilot keine Hindernisfehler. Doch wie im Großen Preis drei Wochen zuvor bekam er Probleme mit der Zeit, 29 Hundertstelsekunden über 80 Sekunden hinweg bedeuteten einen Zeitstrafpunkt und damit kein Einzug in das Stechen. Für das Stechen qualifizierten sich hingegen bei aufziehendem kräftigen Regen acht Reiter mit ihren Pferden.
Der erste fehlerfreie Ritt im Stechen erfolgte durch Jos Verlooy und Caracas, die jedoch im Tempo die Möglichkeiten des Stechparcours noch nicht ausnutzten. Deutlich schneller war Lorenzo de Luca und setzte sich mit Ensor de Litrange LXII damit in Führung. Christian Ahlmann war der dritte, dem ein fehlerloser Ritt im Stechen gelang. Auch er blieb wie de Luca unter 40 Sekunden, doch reichte es nicht für die Spitzenposition. Die vierte und letzte Nullrunde im Stechen kam kurios zustande: Maikel van der Vleutens Pferd Verdi verlor vor dem zweiten Hindernis deutlich an Tempo und wollte äppeln. Van der Vleuten gelang es in dieser Situation dennoch, sein Pferd von der Fortsetzung des Rittes zu überzeugen und konnte trotz dieser Störung im Anreiten das Hindernis fehlerfrei überwinden. Durch zügiges Reiten konnte er sogar noch den Rückstand auf de Luca verringern, doch war die Zeit aufgrund des Verlaufs des Rittes nicht einholbar gewesen. Mit einer Zeit von 40,31 Sekunden kam van der Vleuten auf den dritten Rang.
|             | Reiter                 | Pferd                  | 1. Umlauf | 1. Umlauf   | Stechen  | Stechen | Wertungs- punkte |
| Strafpunkte | Reiter                 | Pferd                  | Zeit (s)  | Strafpunkte | Zeit (s) |         | Wertungs- punkte |
| ----------- | ---------------------- | ---------------------- | --------- | ----------- | -------- | ------- | ---------------- |
| 1           | Lorenzo de Luca        | Ensor de Litrange LXII | 0         | -           | 0        | 39,20   | 40               |
| 2           | Christian Ahlmann      | Codex One              | 0         | -           | 0        | 39,93   | 37               |
| 3           | Maikel van der Vleuten | Verdi                  | 0         | -           | 0        | 40,31   | 35               |

(Plätze eins bis drei von insgesamt 25 Teilnehmern)

### 14. Etappe: Rom
Zum dritten Mal war Rom Austragungsort einer Etappe der Global Champions Tour. Das GCT/GCL-Turnier von Rom wurde vom 21. bis zum 24. September 2017 im Stadio dei Marmi durchgeführt.
Global Champions League: Nach der ersten von zwei Teilprüfungen der GCL von Rom lag das Team Valkenswaard United, vertreten durch Alberto Zorzi und Marcus Ehning, als einziges ohne Strafpunkte an der Spitze. Doch die zweite Teilprüfung warf das bisherige Ergebnis über den Haufen: Valkenswaard United rutschte mit 12 Strafpunkten auf den dritten Platz ab. In jener zweiten Teilprüfung waren es zwei Mannschaften, die ohne Fehler blieben: Miami Glory hatte zwei Pferde und einen Reiter im Vergleich zur ersten Prüfung ausgetauscht. Durch die Fehlerfreiheit in der zweiten Prüfung kam man auf zusammen neun Strafpunkte, dies war der zweite Platz.
Nur acht Strafpunkte aus der ersten Prüfung hatten die Hamburg Diamonds mitgebracht. Eric Lamaze und Harrie Smolders brachten dieselben Pferde in beiden Prüfungen an den Start. Zwei Nullrunden bedeuteten den Sieg in der GCL von Rom. In der GCL-Gesamtwertung konnte man den Vorsprung damit vor dem Finale in Doha auf 17 Punkte ausbauen.
|             | Team             | Reiter/Pferde                  | 1. Prüfung  | 2. Prüfung | 2. Prüfung  | Gesamt   | Gesamt | Wertungs- punkte |
| Strafpunkte | Team             | Reiter/Pferde                  | Strafpunkte | Zeit (s)   | Strafpunkte | Zeit (s) |        | Wertungs- punkte |
| ----------- | ---------------- | ------------------------------ | ----------- | ---------- | ----------- | -------- | ------ | ---------------- |
| 1           | Hamburg Diamonds | Eric Lamaze mit Chacco Kid     | 4           | 0          | 68,61       | 8        | 144,94 | 30               |
| 1           | Hamburg Diamonds | Harrie Smolders mit Don Z      | 4           | 0          | 76,33       | 8        | 144,94 | 30               |
| 2           | Miami Glory      | Denis Lynch mit Bella Baloubet | 4           |            |             | 9        | 147,10 | 27               |
| 2           | Miami Glory      | Cian O’Connor mit Skyhorse     | 5           |            |             | 9        | 147,10 | 27               |
| 2           | Miami Glory      | Scott Brash mit Forever        |             | 0          | 69,40       | 9        | 147,10 | 27               |
| 2           | Miami Glory      | Denis Lynch mit Echo           |             | 0          | 77,70       | 9        | 147,10 | 27               |

Global Champions Tour: Nur drei von 24 Reitern glückte in Rom der Einzug in das Stechen der Global Champions Tour-Wertungsprüfung. Hier war es an Marcus Ehning, vorzulegen. Mit Funky Fred griff er an, musste jedoch am vorletzten Sprung (einem überbauten Wassergraben) einen Fehler hinnehmen. Harrie Smolders als nächster Starter ging kein Risiko ein und blieb mit Don nur knapp innerhalb der erlaubten Zeit von 53 Sekunden. Da er dabei jedoch fehlerfrei war, ging er in Führung. Für Smolders stand zu diesem Zeitpunkt bereits fest, dass ihm der erste Platz in der Global Champions Tour-Gesamtwertung der Saison 2017 nicht mehr zu nehmen war. Doch in der Tagesentscheidung um den Sieg im Großen Preis folgte noch eine Starterin: Die 24-jährige Schwedin Evelina Tovek trat mit dem erst 9-jährigen Schimmelwallach Castello an. Als letzte Starterin im Stechen blieb sie ohne Fehler. Ihre Zeit war schneller als jene von Harrie Smolders, so dass Tovek ihren wohl bisher größten Erfolg ihrer Karriere feiern konnte.
|             | Reiter          | Pferd      | 1. Umlauf | 1. Umlauf   | Stechen  | Stechen | Wertungs- punkte |
| Strafpunkte | Reiter          | Pferd      | Zeit (s)  | Strafpunkte | Zeit (s) |         | Wertungs- punkte |
| ----------- | --------------- | ---------- | --------- | ----------- | -------- | ------- | ---------------- |
| 1           | Evelina Tovek   | Castello   | 0         | -           | 0        | 50,71   | 40               |
| 2           | Harrie Smolders | Don Z      | 0         | -           | 0        | 52,43   | 37               |
| 3           | Marcus Ehning   | Funky Fred | 0         | -           | 4        | 47,90   | 35               |

(Plätze eins bis drei von insgesamt 24 Teilnehmern)

### 15. Etappe: Doha
Das fünfte Jahr in Folge fand die Global Champions Tour ihren Abschluss in Doha. Die 2013 errichtete Reitanlage Al Shaqab in der Hauptstadt von Katar war der Austragungsort des CSI 5*-Turniers. Dieses fand vom 9. bis zum 11. November 2017 statt.
Global Champions League: Drei Mannschaften schlossen den ersten Teil der GCL-Etappe von Doha ohne Fehler ab: die Mexico Amigos, die Paris Panthers und Valkenswaard United. In der zweiten Teilprüfung fielen die Paris Panthers, da Lillie Keenan und Darragh Kenny mit ihren Pferden jeweils vier Strafpunkte kassierten. Christian Ahlmann war in der ersten Teilprüfung noch nicht für die Mexico Amigos zum Einsatz gekommen, in der zweiten Teilprüfung waren seine vier Strafpunkte mit Taloubet Z das Team auf Rang zwei zurück. Erneut ohne Fehler blieben in Teilprüfung zwei Alberto Zorzi und Bertram Allen, so dass ihre Mannschaft Valkenswaard United die Etappe gewann.
|             | Team                | Reiter/Pferde                            | 1. Prüfung  | 2. Prüfung | 2. Prüfung  | Gesamt   | Gesamt | Wertungs- punkte |
| Strafpunkte | Team                | Reiter/Pferde                            | Strafpunkte | Zeit (s)   | Strafpunkte | Zeit (s) |        | Wertungs- punkte |
| ----------- | ------------------- | ---------------------------------------- | ----------- | ---------- | ----------- | -------- | ------ | ---------------- |
| 1           | Valkenswaard United | Alberto Zorzi mit Fair Light van't Heike | 0           | 0          | 76,09       | 0        | 151,01 | 30               |
| 1           | Valkenswaard United | Bertram Allen mit Molly Malone V         | 0           | 0          | 74,92       | 0        | 151,01 | 30               |
| 2           | Mexico Amigos       | Christian Ahlmann mit Taloubet Z         |             | 4          | 75,82       | 4        | 155,60 | 27               |
| 2           | Mexico Amigos       | Henrik von Eckermann mit Chacanno        | 0           | 0          | 79,78       | 4        | 155,60 | 27               |
| 2           | Mexico Amigos       | Evelina Tovek mit Castello               | 0           |            |             | 4        | 155,60 | 27               |

Global Champions Tour: 24 Reiter traten in dieser letzten GCT-Prüfung des Jahres 2017 an, neun hiervon blieben mit ihren Pferden ohne Fehler. Das Stechen dieser neun startete mit fehlerfreien Ritten von Maikel van der Vleuten, Peder Fredricson und Janika Sprunger. Die vierte Nullrunde zeigte Bassem Hassan Mohammed, der sich mit dem 11-jährigen Wallach Gunder klar in Führung setzte. Es sollte die letzte Nullrunde des Stechens gewesen sein: Edwina Tops-Alexander, Martin Fuchs, Pieter Devos und auch Schlussreiter Kevin Staut leisteten sich jeweils vier Strafpunkte. Damit ging der Sieg vor heimischem Publikum in dieser mit 400.000 Euro dotierten Prüfung an Bassem Hassan Mohammed.
|             | Reiter                 | Pferd       | 1. Umlauf | 1. Umlauf   | Stechen  | Stechen | Wertungs- punkte |
| Strafpunkte | Reiter                 | Pferd       | Zeit (s)  | Strafpunkte | Zeit (s) |         | Wertungs- punkte |
| ----------- | ---------------------- | ----------- | --------- | ----------- | -------- | ------- | ---------------- |
| 1           | Bassem Hassan Mohammed | Gunder      | 0         | -           | 0        | 35,31   | 40               |
| 2           | Janika Sprunger        | Bacardi     | 0         | -           | 0        | 37,34   | 37               |
| 3           | Peder Fredricson       | Christian K | 0         | -           | 4        | 37,41   | 35               |

(Plätze eins bis drei von insgesamt 24 Teilnehmern)

## Gesamtwertungen

### Global Champions Tour
Die Gesamtwertung entschied über den Gesamtsieg der Global Champions Tour. Anhand dieser Rangliste wurde am Ende der Saison ein Bonus-Preisgeld an die erfolgreichsten Reiter der Global Champions Tour vergeben. Harrie Smolders stand bereits vor dem Finale in Doha als Gesamtsieger 2017 fest.
|    | Reiter                 | Mexiko | Miami | Shanghai | Madrid | Hamb. | Cannes | Monaco | Paris | Estoril | Chant. | Berlin | London | Valkensw. | Rom | Doha | Wertungs- punkte | Preisgeld (Bonus) |
| -- | ---------------------- | ------ | ----- | -------- | ------ | ----- | ------ | ------ | ----- | ------- | ------ | ------ | ------ | --------- | --- | ---- | ---------------- | ----------------- |
| 1  | Harrie Smolders        | —      | 33    | 32       | (21)   | 37    | (27)   | —      | 35    | (22)    | 40     | (26)   | 33     | 31        | 37  | (21) | 278              | 294.500 €         |
| 2  | Maikel van der Vleuten | 35     | (17)  | 37       | 35     | —     | —      | —      | 24    | 37      | —      | —      | 27     | 35        | —   | 33   | 263              | 190.000 €         |
| 3  | Lorenzo de Luca        | 33     | 27    | 40       | 33     | —     | —      | —      | —     | —       | 27     | (13,5) | 30     | 40        | 30  | —    | 260              | 123.500 €         |
| 4  | Christian Ahlmann      | 28     | —     | —        | 26     | 35    | 28     | 37     | 26    | —       | —      | 40     | —      | 37        | —   | —    | 257              | 76.000 €          |
| 5  | Alberto Zorzi          | —      | 37    | 35       | —      | —     | 33     | 40     | (16)  | —       | 29     | 31     | 24     | 26        | —   | (14) | 255              | 47.500 €          |
| 6  | Scott Brash            | (18)   | 28    | 29       | —      | 21    | —      | 33     | —     | —       | 37     | —      | 40     | 24        | 33  | —    | 245              | 33.250 €          |
| 7  | Martin Fuchs           | 40     | 26    | —        | —      | 31    | —      | —      | —     | 35      | —      | —      | 32     | —         | 18  | 29   | 211              | 33.250 €          |
| 8  | Kevin Staut            | —      | —     | 28       | 13     | —     | —      | 35     | 22    | —       | 16     | —      | 25     | —         | 32  | 32   | 203              | 19.000 €          |
| 9  | Jack Towell            | 23     | 20    | 24       | (18)   | —     | —      | 31     | —     | 20      | 25     | 28     | —      | 19        | —   | —    | 190              | 19.000 €          |
| 10 | Niels Bruynseels       | 37     | 16    | —        | —      | —     | 17     | 15     | 30    | —       | 31     | 25     | 18     | —         | —   | —    | 189              | 19.000 €          |
| 11 | Gregory Wathelet       | —      | —     | 33       | —      | 26    | —      | 29     | —     | 17      | 28     | —      | —      | 32        | —   | 24   | 189              | 19.000 €          |
| 12 | Simon Delestre         | 15     | 31    | —        | —      | —     | 37     | —      | 32    | —       | 14     | 32     | —      | 23        | —   | —    | 184              | 14.250 €          |
| 13 | Sergio Álvarez Moya    | —      | —     | —        | —      | —     | 40     | —      | 27    | 14,5    | 17     | 13,5   | —      | 22        | 28  | 13   | 175              | 14.250 €          |
| 14 | Ben Maher              | —      | 24    | 13,5     | —      | —     | 21     | —      | 13    | 29      | —      | 18     | 37     | —         | —   | 18   | 173,5            | 14.250 €          |
| 15 | Jos Verlooy            | 27     | —     | 27       | —      | —     | 19     | 32     | —     | 32      | —      | —      | —      | 33        | —   | —    | 170              | 9.500 €           |
| 16 | Daniel Deußer          | 31     | —     | 13,5     | —      | —     | 35     | 27     | —     | —       | —      | 15     | 22     | 15        | —   | —    | 158,5            | 9.500 €           |
| 17 | Marco Kutscher         | 30     | —     | 17       | 20     | 19    | —      | —      | —     | 16      | —      | 19     | —      | —         | 16  | 20   | 157              | 7.125 €           |
| 18 | Bertram Allen          | 32     | —     | —        | —      | —     | —      | —      | 15    | 33      | —      | 21     | 26     | —         | —   | 25   | 152              | 7.125 €           |

Plätze eins bis 18, die acht besten Ergebnisse eines jeden Reiters gehen in die Gesamtwertung ein.

### Global Champions League
Unter den Teams wurde am Ende der Saison 7.500.000 Euro zusätzliches Preisgeld verteilt, 2.000.000 Euro hiervon gingen an die Gesamtrangierungssieger Hamburg Diamonds.
|   | Mannschaft          | Mexiko | Miami | Shanghai | Madrid | Hamb. | Cannes | Monaco | Paris | Estoril | Chant. | Berlin | London | Valkensw. | Rom | Doha | Wertungs- punkte |
| - | ------------------- | ------ | ----- | -------- | ------ | ----- | ------ | ------ | ----- | ------- | ------ | ------ | ------ | --------- | --- | ---- | ---------------- |
| 1 | Hamburg Diamonds    | 16     | 15    | 25       | 25     | 17    | 21     | 6      | 25    | 16      | 30     | 25     | 14     | 30        | 30  | 17   | 312              |
| 2 | Valkenswaard United | 30     | 25    | 19       | 14     | 5     | 30     | 10     | 16    | 21      | 13     | 30     | 25     | 19        | 21  | 30   | 308              |
| 3 | Mexico Amigos       | 12     | 12    | 11       | 16     | 16    | 19     | 21     | 19    | 30      | 16     | 16     | 13     | 17        | 7   | 25   | 250              |
| 4 | St Tropez Pirates   | 25     | 21    | 14       | 19     | 7     | 17     | 19     | 30    | 8       | 6      | 17     | 17     | 14        | 17  | 13   | 244              |
| 5 | Miami Glory         | 19     | 10    | 4,5      | 15     | 30    | 13     | 13     | 15    | 0       | 25     | 13     | 30     | 15        | 25  | 14   | 241,5            |
| 6 | London Knights      | 17     | 30    | 21       | 9      | 8     | 12     | 14     | 13    | 6       | 9      | 21     | 12     | 5         | 19  | 21   | 217              |
| 7 | Doha Fursan Qatar   | 8      | 19    | 6        | 17     | 21    | 16     | 15     | 14    | 17      | 21     | 10     | 7      | 16        | 9   | 15   | 211              |
| 8 | Rome Gladiators     | 11     | 16    | 15       | 12     | 19    | 14     | 11     | 10    | 19      | 17     | 19     | 10     | 9         | 10  | 11   | 203              |